# 二十世紀影業
二十世紀影業（英語：20th Century Studios），前稱二十世紀福斯，是美國的電影、电视节目发行和制作公司，總部座落在美國加州洛杉磯比佛利山莊西側的世纪城。曾是新聞集團的一个子公司，現屬於華特迪士尼影業集團旗下。

## 历史

### 成立

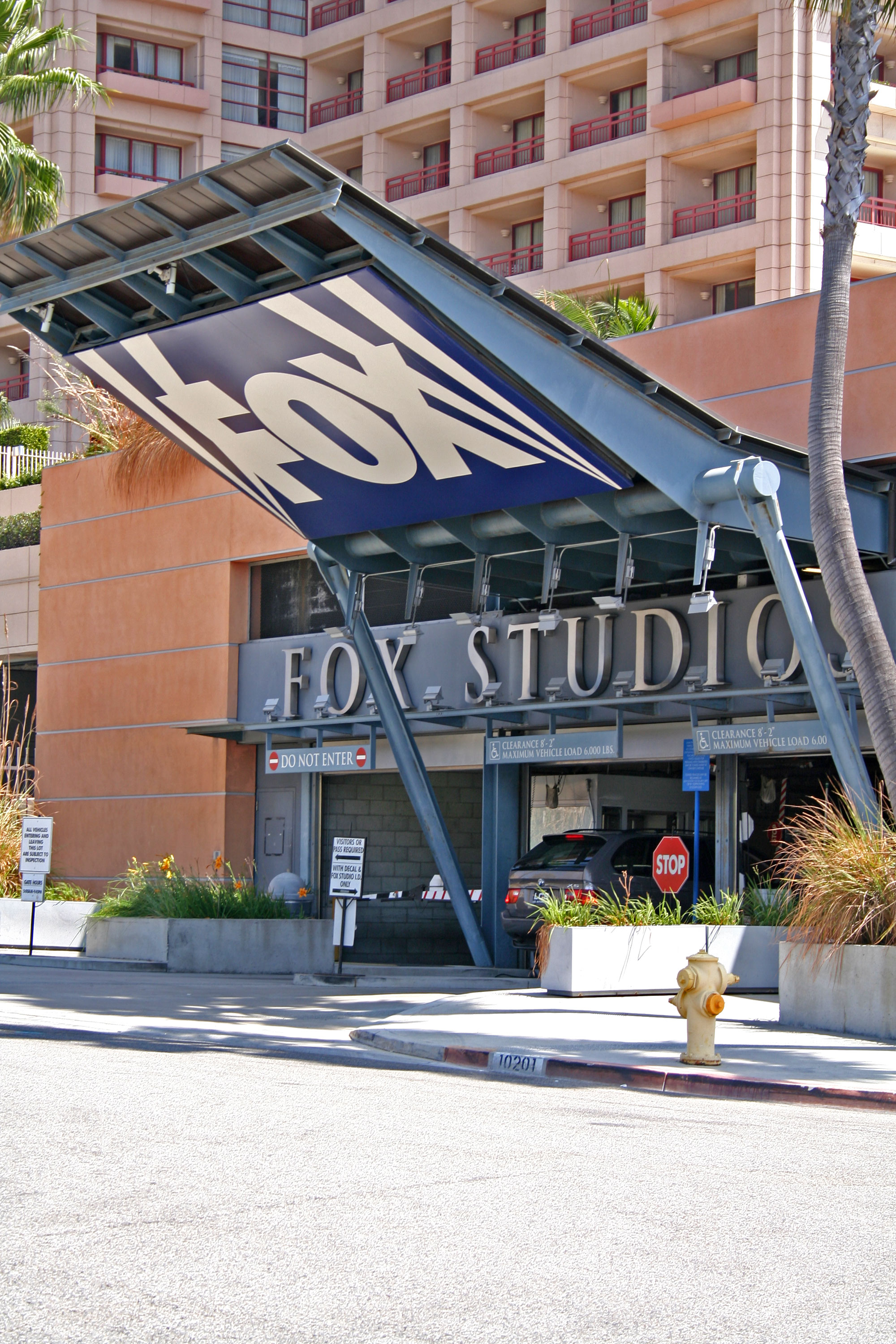
洛杉矶福斯电影公司大厦

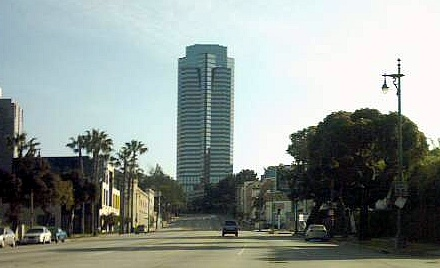
世纪城中心的广场

二十世紀福斯是于1934年12月28日通过福斯電影公司与二十世纪影业合并而成的。
1913年，威廉·福斯（William Fox）创办了一个电影发行公司大纽约电影租借公司和一个电影制作公司福斯办公室魅力公司。1915年，这两个公司被合并为福斯公司。1919年福斯与他的公司移居加利福尼亚，来充分利用当地的气候和地理条件为电影制作带来的优点。1929年股市大跌后福斯的股份被其他人买去了，他丧失了对福斯公司的控制。
1930年，电影制片人约瑟夫·申克和导演达里尔·扎纳克创办了一个制片公司—二十世纪影业，其发行公司是联美电影公司。由于申克无法获得由查理·卓别林、玛丽·璧克馥、老道格拉斯·范朋克和大卫·沃克·格里费斯所创办的发行公司的股份，因此他决定将他自己的公司与福斯制作和发行公司合并到一起去。福斯公司的股東也同意这个合并，于1934年12月28日完成，申克是该公司的第一任总裁。

### 新闻集团接管
1985年二十世紀福斯成为鲁伯特·默多克控制的新闻集团的子公司。1994年二十世紀福斯又创立了一个子公司福斯探照灯。

### 被迪士尼併購
2019年3月，在經歷了近兩年的談判後，华特迪士尼公司以713亿美元收购鲁伯特·默多克大部分娱乐资产，包括“20世纪福克斯”电影公司与其子公司“福克斯探照灯影业”（Fox Searchlight）工作室。2019年10月，迪士尼收购的小屏幕工作室“20世纪福克斯”纳入迪士尼电视旗下事业。
2020年1月17日，随着迪士尼正式停用“福斯”品牌，二十世紀福斯更名为二十世紀影業。更名原因是因為鲁伯特·默多克仍掌控福斯廣播公司及福斯新聞網等公司，為避免大眾仍將二十世紀福斯及福斯探照燈影業視為鲁伯特·默多克旗下福斯公司的所屬公司，因此迪士尼停用這兩公司的“福斯”品牌名称。

## 中文譯名
以往公司「Fox」的中文譯名，香港為「霍士」、中國大陸則是「福克斯」，之后官方统一中文译名为臺灣的「福斯」，但「福克斯」和「霍士」的稱呼在當地使用已久，仍不時提及。
「福斯」譯名可見於國民政府時期的公司登記上，當時是「美商二十世紀福斯影片股份有限公司上海分公司」。
2020年，在迪士尼宣佈停用“福斯”品牌后，臺灣于同年2月3日在YouTube上正式公佈新的中文譯名「美商二十世紀影業」；中國大陸也接著於2月26日將官方微博改名「20世紀影業」。

## 影片开头Logo
二十世紀影業的标志是其著名的商标和美國配樂家阿尔弗雷德·纽曼（Alfred Newman）作曲的开场曲。其起源于二十世纪影业的片头，在每部公司出版電影開場會出現一座包含著20TH CENTURY STUDIOS（自上往下為20TH、CENTURY、STUDIOS。其中STUDIOS字樣在2020年前為FOX，在1935年前為PICTURES, INC.）字樣的金黃色雕塑，以及6道來回照射夜空的探照燈光芒（2010年前為5道），和相當精神昂揚的小軍鼓齊敲、號聲響起的开场小号。纽曼长期是该公司的音乐部的首领。1954年，这个开场曲被扩展。1980年，约翰·威廉斯在为《星際大戰五部曲：帝國大反擊》作曲时重新为这个开场曲录了音。1997年，纽曼的儿子戴维·纽曼在为动画片《安娜斯塔西娅》作曲时将他父亲作的这段音乐进行改编，最终成为了现任的开场曲。
从2002年开始，福斯的开场会偶尔进行改编或者由电影配乐代替以适应电影主题。例如在《X戰警系列電影》的開場，當片頭淡出後FOX的X字會最後消失；《波希米亞狂想曲》的開場，由皇后樂團吉他手布萊恩·梅以貝斯演奏開場小號。
自2020年2月《極地守護犬》上映起，由於新母公司迪士尼將工作室改名「二十世紀影業」，片頭開場則因此會去除「FOX」字樣，但開場動畫與音樂不變。即使重播使用「FOX」標誌的電影，例如2009年的《阿凡達》，在2022年全球重新上映時也改用「二十世紀影業」的標誌。

## 电影列表

### 高票房電影列表
| 排名 | 名稱                           | 首映年份 | 票房收入     |
| ---- | ------------------------------ | -------- | ------------ |
| 1    | 阿凡達 ‡                       | 2009     | $760,507,625 |
| 2    | 鐵達尼號 ‡                     | 1997     | $659,363,944 |
| 3    | 星際大戰首部曲：威脅潛伏       | 1999     | $474,544,677 |
| 4    | 星際大戰四部曲：曙光乍現‡      | 1977     | $460,998,007 |
| 5    | 星際大戰三部曲：西斯大帝的復仇 | 2005     | $380,270,577 |
| 6    | 惡棍英雄：死侍                 | 2016     | $363,070,709 |
| 7    | 死侍2                          | 2018     | $324,535,803 |
| 8    | 星際大戰二部曲：複製人全面進攻 | 2002     | $310,676,740 |
| 9    | 星際大戰六部曲：絕地大反攻 ‡   | 1983     | $309,306,177 |
| 10   | 天煞-地球反擊戰                | 1996     | $306,169,268 |
| 11   | 星際大戰五部曲：帝國大反擊 ‡   | 1980     | $290,475,067 |
| 12   | 小鬼當家                       | 1990     | $285,761,243 |
| 13   | 博物館驚魂夜                   | 2006     | $250,863,268 |
| 14   | X戰警：最後戰役                | 2006     | $234,362,462 |
| 15   | X戰警：未來昔日                | 2014     | $233,921,534 |
| 16   | 浩劫重生                       | 2000     | $233,632,142 |
| 17   | 絕地救援                       | 2015     | $228,433,663 |
| 18   |                                | 2017     | $226,277,068 |
| 19   | 鼠來寶2                        | 2009     | $219,614,612 |
| 20   | 窈窕奶爸                       | 1993     | $219,195,243 |
| 21   | 鼠來寶                         | 2007     | $217,326,974 |
| 22   | 波希米亞狂想曲                 | 2018     | $216,428,042 |
| 23   | X戰警2                         | 2003     | $214,949,694 |
| 24   | 猿人爭霸戰：猩凶崛起           | 2014     | $208,545,589 |
| 25   | 冰原歷險記3：恐龍現身          | 2009     | $196,573,705 |

| 排名 | 名稱                           | 首映年份 | 票房收入       |
| ---- | ------------------------------ | -------- | -------------- |
| 1    | 阿凡达 ‡                       | 2009     | $2,789,679,794 |
| 2    | 鐵達尼號 ‡                     | 1997     | $2,187,463,944 |
| 3    | 星際大戰首部曲：威脅潛伏 ‡     | 1999     | $1,027,044,677 |
| 4    | 波希米亞狂想曲                 | 2018     | $903,655,259   |
| 5    | 冰原歷險記3：恐龍現身          | 2009     | $886,686,817   |
| 6    | 冰原歷險記4：板塊漂移          | 2012     | $877,244,782   |
| 7    | 星際大戰三部曲：西斯大帝的復仇 | 2005     | $848,754,768   |
| 8    | 天煞-地球反擊戰                | 1996     | $817,400,891   |
| 9    | 死侍2                          | 2018     | $785,046,920   |
| 10   | 惡棍英雄：死侍                 | 2016     | $783,112,979   |
| 11   | 星際大戰四部曲：曙光乍現 ‡     | 1977     | $775,398,007   |
| 12   | X戰警：未來昔日                | 2014     | $747,862,775   |
| 13   | 猿人爭霸戰：猩凶崛起           | 2014     | $710,644,566   |
| 14   | 冰川时代2 ‡                    | 2006     | $660,940,780   |
| 15   | 星際大戰二部曲：複製人全面進攻 | 2002     | $649,398,328   |
| 16   | 絕地救援                       | 2015     | $630,161,890   |
| 17   | 驯龙高手2                      | 2014     | $621,537,519   |
| 18   |                                | 2017     | $616,225,934   |
| 19   |                                | 2012     | $609,016,565   |
| 20   | 疯狂原始人                     | 2013     | $587,204,668   |
| 21   | 博物館驚魂夜                   | 2006     | $574,480,841   |
| 22   | 星際大戰五部曲：帝國大反擊 ‡   | 1980     | $547,969,004   |
| 23   | 明日之後                       | 2004     | $544,272,402   |
| 24   | X戰警：天啟                    | 2016     | $543,934,787   |
| 25   | 神鬼獵人                       | 2015     | $532,950,503   |

I ‡—包含重映票房。

## 外部連結
- 二十世紀影業官方網站（页面存档备份，存于） （英文）
- 二十世紀影業台灣官方網站（页面存档备份，存于） （繁體中文）
- 二十世紀影業台灣（页面存档备份，存于） - YouTube
- 二十世紀影業香港（页面存档备份，存于） - YouTube
- 二十世紀影業的新浪微博 （简体中文）
- 二十世紀影業的Facebook專頁
- YouTube上的二十世紀影業頻道